# Podivuhodná dobrodružství Vladimíra Smolíka
Podivuhodná dobrodružství Vladimíra Smolíka (v maďarském originále Mézga Aladár különös kalandjai) je druhý z animovaných maďarských televizních seriálů o rodince Smolíkových. Vznikl v roce 1972 a premiéru měl v roce 1973.
Jak napovídá již název, hlavním hrdinou tohoto seriálu je Ládínek, 15letý člen rodiny a geniální fyzik. Ládínek tentokrát sestrojí nafukovací vesmírnou loď Guliver 5, se kterou putuje na nejrůznější planety a objevuje roztodivné mimozemské civilizace. Společnost mu při jeho cestách dělá pouze pes Zorro, který v této sérii umí mluvit (v první sérii mluvil pouze v díle Mozková živice a ve třetí sérii se neobjevil vůbec).
Vzhledem k přítomné společenské satiře nemohly být v komunistickém Československu vysílány díly Placatá planeta a Na hlavu postavená planeta. U ostatních dílů byly vystříhány některé scény.
Seriál vyšel v Česku na DVD. Vydání ve 3 plastových krabičkách obsahuje celý seriál, vydání ve 3 papírových obalech obsahuje pouze prvních 11 dílů.

## Seznam dílů
Při české premiéře bylo odvysíláno pouze 11 dílů, zbylé dva byly dodabovány a odvysílány mnohem později. Odvysílané díly byly ale přesto o něco kratší – prostříhané. Pořadí dílů při české premiéře není známé, seznam počítá s dodržením oficiálního pořadí.
| Č. v seriálu | Původní název    | Český název                | Premiéra v Maďarsku | Česká premiéra   |
| ------------ | ---------------- | -------------------------- | ------------------- | ---------------- |
| 1            | Második dimenzió | Placatá planeta            | 7. ledna 1973       | 9. dubna 2000    |
| 2            | Mesebolygó       | Pohádková planeta          | 14. ledna 1973      | 5. února 1977    |
| 3            | Dilibolygó       | Bláznivá planeta           | 4. února 1973       | 12. února 1977   |
| 4            | Masinia          | Planeta strojů             | 21. ledna 1973      | 19. února 1977   |
| 5            | Musicanta        | Zpívající planeta          | 25. března 1973     | 26. února 1977   |
| 6            | Krimibolygó      | Planeta zločinu            | 4. března 1973      | 5. března 1977   |
| 7            | Varia            | Proměnlivá planeta         | 18. března 1973     | 12. března 1977  |
| 8            | Rapidia          | Zrychlená planeta          | 28. ledna 1973      | 19. března 1977  |
| 9            | Superbellum      | Válečná planeta            | 18. února 1973      | 26. března 1977  |
| 10           | Őskorban         | Pravěká planeta            | 11. února 1973      | 2. dubna 1977    |
| 11           | Luxuria          | Planeta splněných přání    | 25. února 1973      | 9. dubna 1977    |
| 12           | Syrének bolygója | Planeta vodních duchů      | 11. března 1973     | 23. dubna 1977   |
| 13           | Anti-világ       | Na hlavu postavená planeta | 1. dubna 1973       | 2. července 2000 |

## Originální dabing
- Ládínek – Attila Némethy
- Pepa – Endre Harkányi
- Gábi – Ilona Győri
- Týna – Margit Földessy
- Zorro – Ottó Szabó
- Halíř – Nándor Tomanek

## Český dabing

### ČST Brno (1976)
- Ládínek – Jaroslav Kuneš
- Pepa – Otakar Vážanský
- Gábi – Libuše Billová
- Týna – Světlana Těšitelová
- Halíř – Pavel Kunert
- Zorro – Vilém Lamparter
- Dále v českém znění: Ivan Hojar (vrchní armádní velitel Z) + (muž sedící na žebříku) + (strážný robot) + (jeden z Chuligantropů), Jaroslav Fert (náčelník Chuligantropů) + (červený blázen s žárovkou na hlavě) + (Číslo 3003) + (bývalý policista), Olga Hegerová (Izolanda) + (Luxurie) + (pitecantropská žena), Jiří Přichystal (strážný u vchodu do hudebního města) + (Malý stařec) + (skřítek) + (bývalý zločinec) + (Šéfstroj) + (obr), Marcel Halouzka (vlkodlak) + (Pitecantrop-surovec), Mirko Matoušek (starý hudebník) + (velký stařec) + (Hoblík) + (Pitecantrop varující před příchodem Chuligantropů), Oldřich Slavík (hudební dirigent), Jaroslav Dufek (Svěrák), Miloš Kročil (kůň) + (slušný Pitecantrop) + (básník) + (policista u vchodu) + (muž vydávající noviny), Jiří Brož (zprávy v televizi) + (vůdce podzemních hudebníků), Jiří Jurka (učitel zpěvu), Marcela Dürrová (princezna) a další

Zatím stále není známo několik dabérů vedlejších postav, např. módní diktátor, dirigentův pomocník (Miloslav Milštajn???) atd.

### Studio Grant (1999)
Dodabovány díly 1 a 13 a nazpívaná znělka ve všech dílech
- Ládínek – Jaroslav Kuneš
- Pepa – Václav Knop
- Gábi – Magdaléna Rychlíková
- Týna – Magda Reifová
- Zorro – Jiří Bruder
- Dále v českém znění: Jiří Valšuba (bakalář), Vladimír Kudla (Velký Placák), Tomáš Karger a další